# Stazione di Musashi-Koganei
La Stazione di Musashi-Koganei (武蔵小金井駅?, Musashi-Koganei-eki) è una stazione ferroviaria di Koganei, città conurbata con Tokyo che serve la linea Chūō Rapida della JR East. La stazione è stata recentemente oggetto di lavori per la sopraelevazione del tracciato ferroviario.

## Linee

### Treni
- East Japan Railway Company
  - ■ Linea Rapida Chūō